# 糖宮

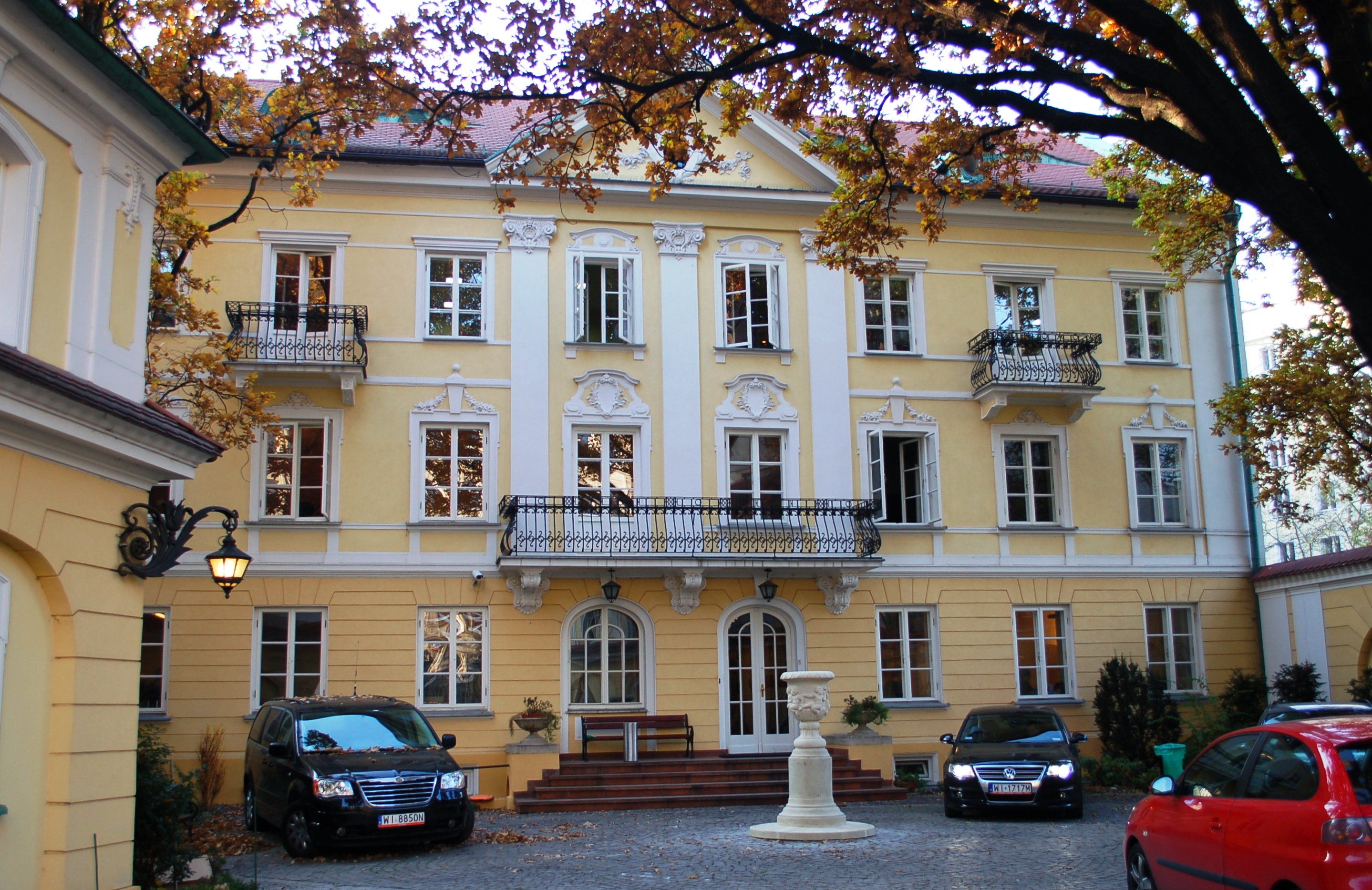
糖宮

52°13′N 21°01′E / 52.217°N 21.017°E
糖宮（波蘭語：Pałacyk Cukrowników）是波蘭首都華沙的一座歷史建築，始建於19世紀後期，是一座巴洛克建築。它在歷史上的正式名稱是盧布林省糖生產者委員會宮。二戰期間，這座建築被蓋世太保佔領。因其位於德國區之內，因此逃過毀壞。二戰之後，糖宮進行了翻新。

## 外部連結
- 维基共享资源上的相關多媒體資源：糖宮
- Adam Mickiewicz Institute website （页面存档备份，存于）